# Балхашский окунь
Балхашский окунь (лат. Perca schrenkii) (каз. алабұға, балхаш алабұғасы) — рыба рода окуней семейства окуневых, отряда окунеобразных, ближайший родственник обыкновенного речного окуня, от которого балхашский обособился около 5—7 миллионов лет назад. Образует 2 формы: пелагическую, быстрорастущую и более хищную, и медленно растущую тростниковую, бентосоядную форму. Достигает веса до 1,5 кг, при длине 50 см, и возраста 18 лет (быстрорастущая пелагическая форма), бентосоядная мелкая форма не превышает 250 грамм веса.
Балхашский окунь считается эндемичным видом Балхаш-Алакольских озёр. Обитает также в бассейне реки Или и других реках Семиречья. Заселял в прошлом различные экотопы одноименного бассейна, кроме горных водоемов. В Балхаше, Алаколе, Сасыкколе, Кошкарколе и других озерах, а также в равнинных участках их притоков (реки Или, Каратал, Аксу, Лепсы, Аягуз, Токрау, Урджар и др.) встречался повсеместно. В 50-х годах XX столетия, до акклиматизации в озере судака, в Балхаше вылавливалось до 2300 тонн окуня в год. С тех пор численность популяции резко сократилась из-за более агрессивного поведения судака, питающегося молодыми окунями. Как и некоторые другие хищные рыбы, (например, щука) балхашский окунь поедают свою молодь, практикуя внутривидовой каннибализм, и таким образом может существовать в замкнутом водоёме, где другой пригодной пищи для них нет или не осталось.
В настоящее время естественный ареал балхашского окуня сильно сократился в результате акклиматизационных мероприятий других хищных рыб в бассейне оз. Балхаш. В Балхаше и р. Или он уже почти не встречается. Сохранился пока в Алакольских озерах, небольшие популяции есть в левых притоках Капшагайского водохранилища, в реках Аксу, Аягоз, Каратал, Баскан. В  Куртинском и Сазталгарском водохранилищах исчез, в последние годы снова стал встречаться в оз. Балхаш.
Занесён в Красную книгу Казахстана, вылов запрещён.